# یوآنا اوسیدا
یوآنا اوسیدا (لهستانی: Joanna Osyda؛ زادهٔ ۱۶ سپتامبر ۱۹۸۸) بازیگر اهل لهستان است.
از فیلم‌ها یا مجموعه‌های تلویزیونی که وی در آن‌ها نقش داشته است، می‌توان به مایکا، دوران افتخار، ع چون عشق، در خوشی و سختی، تاج پادشاهان، در خیابان سپولنی و صد سال خاندان وینیخ اشاره نمود.